# مارکیشا گاتلینگ
مارکیشا گاتلینگ (انگلیسی: Markeisha Gatling؛ زادهٔ ۱۴ ژوئیهٔ ۱۹۹۲) بازیکن بسکتبال اهل ایالات متحده آمریکا است.